# Schön (Gemeinde Schwarzenbach)
Die Schön ist eine Rotte der Marktgemeinde Schwarzenbach im Bezirk Wiener Neustadt-Land in Niederösterreich.

## Geografie
Schön liegt am östlichen Rand der Buckligen Welt im niederösterreichischen Industrieviertel an der Grenze zum Burgenland auf etwa 510 m ü. A.
Der Ort liegt schon im Quellkessel des Rainbaches, der bei Kobersdorf im Burgenland in den Schwarzenbach fließt, die höchste Erhebung der Landseer Berge beim Ort liegt bei 590 m ü. A.
Auf dem Weg vom Markt auf die Schön liegt die Einöde Alm (ca. 500 m, ⊙). Die höchste Erhebung der Alm liegt bei 545 m ü. A.
Nachbarorte:
| Oberau                            |                                             | Schwarzenbach-Markt                     |
|                                   | Kompassrose, die auf Nachbargemeinden zeigt |                                         |
| Kindlmühle-Neuris (Gem. Wiesmath) |                                             | Oberpetersdorf (Gem. Kobersdorf, Bgld.) |

## Geschichte

### Ortsname
Der Ortsname Schön deutet vermutlich auf Gewässernamen hin, die in unserem heutigen Sprachgebrauch nicht mehr vorkommen. In mehreren Orts- und Flurnamen lassen sie sich aber noch nachweisen, hier hat das Wort schön hauptsächlich Bedeutungen wie ‚Sumpf, sumpfig, Moor‘. Das Gewässerwort lässt sich aus einem germanischen s cun oder s con erschließen. Diese Deutung könnte in Zusammenhang mit den Quellen des Rainbaches und des Mühlbaches stehen. Der Ortsname wird aber auch als ‚Heiligtum‘ oder ‚Rodung‘ gedeutet. In der Josephinischen Landesaufnahme wird der Ort auch Auf der Schön genannt, später findet sich auch Schönhäuser.
Der Ortsname Alm ist wahrscheinlich der Flurname Alm (Bergweide). Im Theresianischen Kataster wird der Ort auch Möszner Alm genannt, zu einem Besitzer oder Gehöft (Mößner ‚Der am/im Moos‘, ebenfalls ein Feuchtgebietsname).

### Historische Landkarten

Schwarzenbach und seine Rotten (Aufnahmeblätter der Josephinischen Landesaufnahme und der Franzisco-Josephinischen Landesaufnahme)
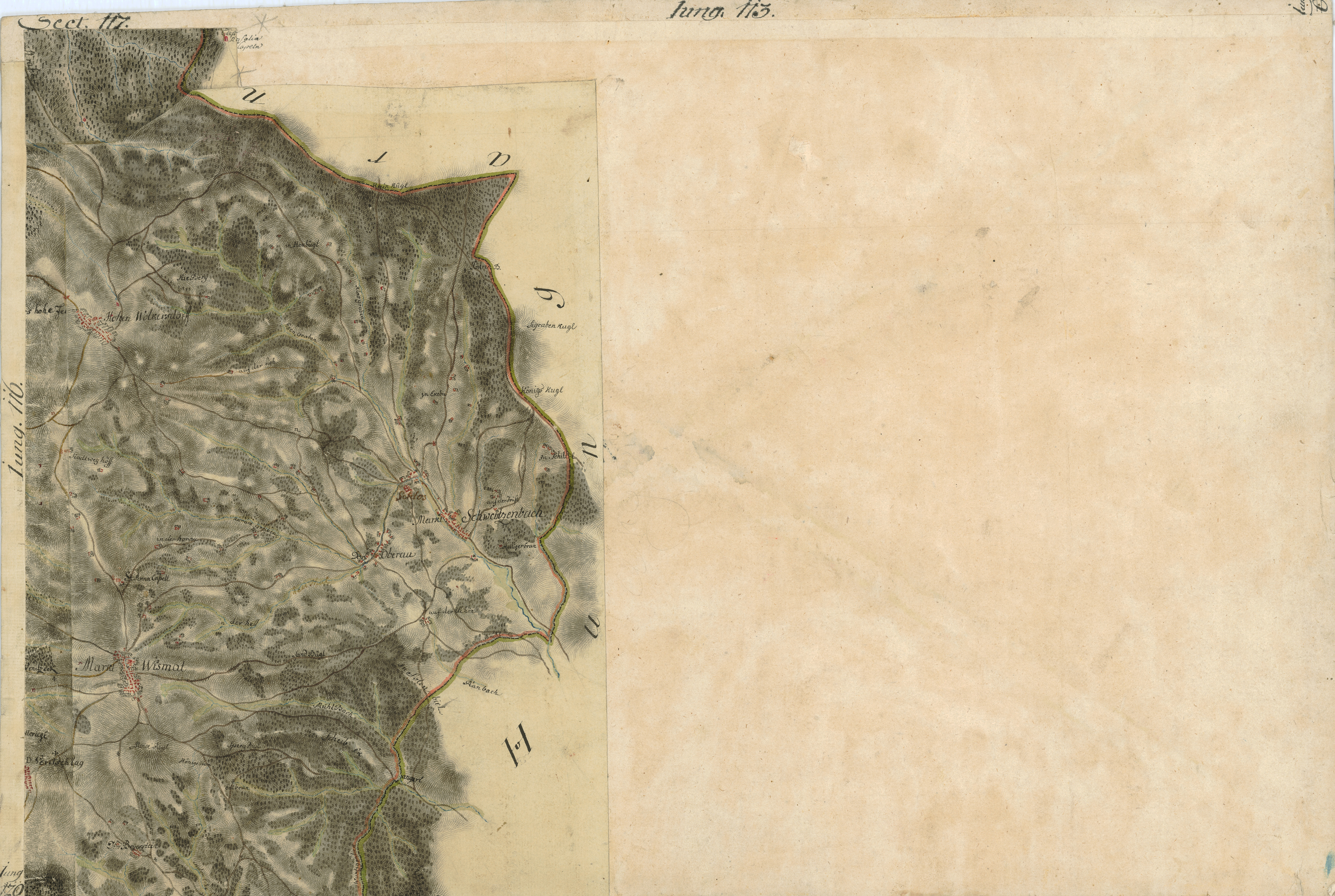
Um 1780: auf der Schön, Josephinische Landesaufnahme (an der kgl. Ungarischen Grenze)
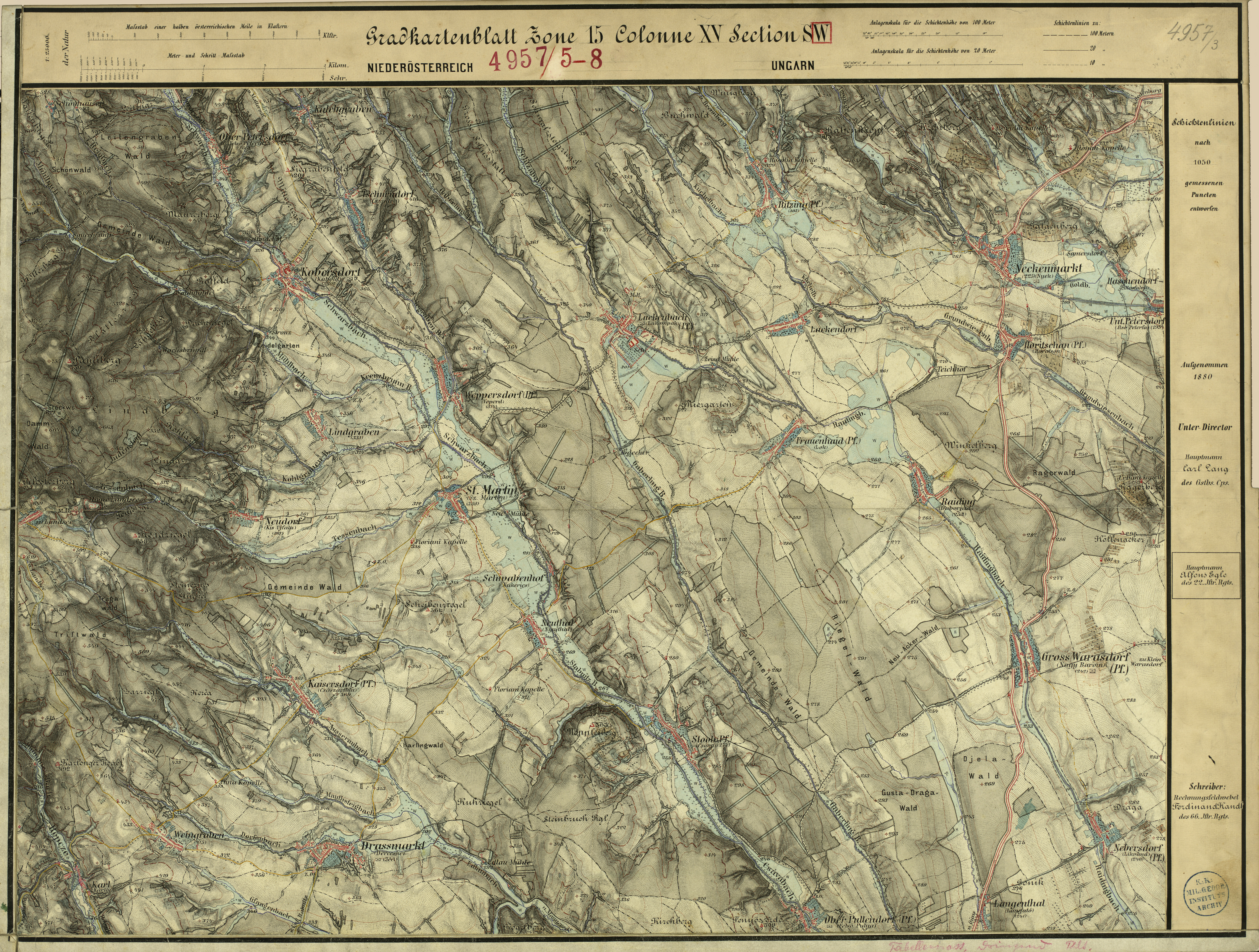
1880: Schönhäuser (ganz links oben, Aufnahmeblatt der Franzisco-Josephinischen Landesaufnahme)
1880: Auf der Alm (ganz rechts unten)